# Horgenbach (Zipfelbach)
Der Horgenbach fließt in und am Rande der Stadtteilgemarkung Bittenfeld von Waiblingen im baden-württembergischen Rems-Murr-Kreis. Nach 23⁄4 km langem Lauf in etwa westlicher Richtung mündet er in Bittenfeld von rechts in den Zipfelbach.

## Name
Das Gewässer wird um 1350 erstmals schriftlich erwähnt. Der Name leitet sich vom mittelhochdeutschen Wort horwec / horec für 'schlampig, schmutzig, kotig' ab.

## Geographie

### Verlauf
Der Horgenbach beginnt seinen Lauf 1,0 km südwestlich des Ortsrandes von Leutenbach-Weiler zum Stein auf etwa 284 m ü. NHN im Bittenfelder Gewann Kienz. Dort beginnt in einer Wiesenmulde wenig südlich der K 1849 ein gerade gezogener, südwärts laufender Bachgraben, der oft kein Wasser führt, schon nach hundert Metern die Gemeindegrenze von Schwaikheim erreicht und sich dieser entlang nach rechts auf im weiteren Verlauf immer mehr westlichen Lauf kehrt. Dabei ist der recht naturferne Graben auf den nächsten 11⁄4 km Grenzgewässer zwischen den Gemarkungen von Bittenfeld am rechten und Schwaikheim am linken Ufer. In seiner zunächst wenig eingetieften Talmulde stehen am Bach teils sporadisch Bäume, abschnittsweise auch eine Baumgalerie.
Wo er wieder ganz auf Bittenfelder Gemarkung übertritt, endet die Galerie. Die Ackerflur auf den flachen Seitenhöhen zieht sich nun teilweise bis ans Ufer herab. Erst etwa 300 Meter vor dem Ortsrand von Bittenfeld setzt, nach anfangs sporadischem Baumbewuchs, am nun beständiger wasserführenden Bach wieder eine Begleitgalerie ein, die sich auch noch über 200 Meter lang zwischen neueren Siedlungsgebieten ins Dorf hineinzieht. Danach unterquert der Bach verdolt einen Industriebau, erreicht die Römerstraße und fließt unter deren Brücke von rechts und auf etwa 244 m ü. NHN in den unteren Zipfelbach ein.
Der Horgenbach mündet nach 2,9 km langem Lauf mit mittlerem Sohlgefälle von etwa 14 ‰ und 40 Höhenmeter unterhalb seines Grabenbeginns im Kienz.

### Einzugsgebiet
Das Horgenbach-Einzugsgebiet ist 2,8 km² groß und gehört zur Inneren Backnanger Bucht, einem Teil-Naturraum des Neckarbeckens. Seine mit 316,7 m ü. NHN größte Höhe erreicht es etwa einen halben Kilometer nordwestlich des Grabenbeginns auf einem Waldhöcker im Oberen Zuckmantel.
Der einzige, dort stehende Waldanteil ist recht klein, in der offenen Flur dominieren stark die Äcker, daneben gibt es dort einige Obstwiesen. Nahe und auf der rechten Wasserscheide gibt es ein knappes halbes Dutzend von Aussiedlerhöfen, die zu Bittenfeld gehören, die einzigen Siedlungsplätze im Einzugsgebiet neben einem kleinen Teil des Dorfes Bittenfeld an der Mündung. Dessen Gemarkung nimmt den größten Teil des Gebietes ein, weniger als ein Fünftel von ihm im Osten liegt in der Gemarkung Weiler zum Stein der Gemeinde Leutenbach, etwas mehr als ein Fünftel linksseits des Oberlaufs in derjenigen der Gemeinde Schwaikheim.
Reihum grenzen die Einzugsgebiete der folgenden Nachbargewässer an:
- Im Norden fließt der Kleewiesenbach zum Zipfelbach etwas abwärts in Bittenfeld;
- jenseits der nordöstlichen Wasserscheide ist das nächste offene Gewässer  der Buchenbach, längster Zufluss der Murr, die nach dem Zipfelbach in den Neckar mündet;
- im Süden konkurriert der Zipfelbach über seine letzten drei rechten Zuflüsse vor dem Horgenbach, den Entenbach, den Klingwiesenbach und zuletzt den Staibenbach.

### Zuflüsse
Liste der Zuflüsse von der Quelle zur Mündung. Gewässerlänge, Einzugsgebiet und Höhe nach den entsprechenden Layern auf der Onlinekarte der LUBW. Andere Quellen für die Angaben sind vermerkt.
- (Grabenzufluss vom Gewann Glitzenbrunnen), von links und Südosten auf etwa 276 m ü. NHN etwa am Ende des Grenzbachabschnitts, über 0,2 km und über 0,1 km². Entsteht auf etwa 280 m ü. NHN an einer Feldweggabel am Schwaikheimer Gewann Glitzenbrunnen.
- (Quellabfluss in den Steibenhölzleswiesen), von links und Süden auf etwa 251 m ü. NHN kurz vor dem Ortsrand von Bittenfeld, unter 0,1 km und unter 0,1 km². Entsteht auf etwa 257 m ü. NHN am linken Unterhang.

## Geologie
Der weit überwiegende Teil des Horgenbach-Einzugsgebietes ist mit Schichten aus dem Quartär bedeckt; am Hang der Talmulde und auf den Hochflächen darüber liegen Löss, Lösssediment und vereinzelt auch lössführenden Fließerden, in der Talmulde holozänes Schwemmland. Geologische Fenster auf darunterliegendes triassisches Gestein gibt es nur an zwei Stellen: Linksseits des Grenzbach-Abschnittes steht an der linken Wasserscheide Gipskeuper (Grabfeld-Formation) an und am Talende in Bittenfeld streicht nurmehr kurz an beiden Flanken Oberer Muschelkalk aus.

## Natur und Schutzgebiete
Das größtenteils außerhalb liegende Landschaftsschutzgebiet Zuckmantel ragt mit einem Keil über die rechten Wasserscheide ins Einzugsgebiet.
Zwei Wasserschutzgebiete nehmen das mittlere und untere Einzugsgebiet ein. In der Talmulde gibt es an wenigstens zwei Stellen Einrichtungen zur Trinkwassergewinnung.

### LUBW
Amtliche Online-Gewässerkarte mit passendem Ausschnitt und den hier benutzten Layern: Lauf und Einzugsgebiet des Horgenbachs

Allgemeiner Einstieg ohne Voreinstellungen und Layer: Daten- und Kartendienst der Landesanstalt für Umwelt Baden-Württemberg (LUBW) (Hinweise)
1. 1 2 3  Höhe nach dem Höhenlinienbild auf dem Hintergrundlayer Topographische Karte.
2. ↑  Länge nach dem Layer Gewässernetz (AWGN).
3. 1 2  Länge abgemessen auf dem Hintergrundlayer Topographische Karte.
4. ↑  Einzugsgebiet nach dem Layer Basiseinzugsgebiet (AWGN).
5. ↑  Einzugsgebiet abgemessen auf dem Hintergrundlayer Topographische Karte.
6. ↑  Schutzgebiete nach den einschlägigen Layern, Natur teilweise nach dem Layer Geschützte Biotope.

### Andere Belege
1. ↑  Abfluss-BW - Daten und Karten
2. ↑  Albrecht Greule: Deutsches Gewässernamenbuch. Walter de Gruyter, Berlin / Boston 2014, ISBN 978-3-11-057891-1, S. 229, „Horgen-“ (Auszug in der Google-Buchsuche).
3. ↑  Friedrich Huttenlocher, Hansjörg Dongus: Geographische Landesaufnahme: Die naturräumlichen Einheiten auf Blatt 170 Stuttgart. Bundesanstalt für Landeskunde, Bad Godesberg 1949, überarbeitet 1967. → Online-Karte (PDF; 4,0 MB)
4. ↑  Hansjörg Dongus: Geographische Landesaufnahme: Die naturräumlichen Einheiten auf Blatt 171 Göppingen. Bundesanstalt für Landeskunde, Bad Godesberg 1961. → Online-Karte (PDF; 4,3 MB)
5. ↑  Höhe nach schwarzer Beschriftung auf dem Layer WMS LGL-BW Topographische Freizeitkarte 1:25.000 auf: Geoportal Baden-Württemberg (Hinweise)
6. ↑  Geologie nach den Layern zu Geologische Karte 1:50.000 auf: Mapserver des Landesamtes für Geologie, Rohstoffe und Bergbau (LGRB) (Hinweise)